# السر (كتاب)
يعد كتاب السر من أفضل كتب المساعدة الذاتية مبيعاً لعام 2006، وهو من تأليف روندا بايرن، استناداً إلى فيلم سابق بنفس الاسم. وتقوم فكرته على قانون الجذب ويدعي أن التفكير الإيجابي  يمكن ان يخلق نتائج  تجعل الحياة أفضل مثل الزيادة في الثروة والصحة والسعادة.
بيع منه ما يزيد عن 21 مليون نسخة وترجم إلى 44 لغة، ولكن مع ذلك قد اجتذب قدراً كبيراً من الجدل، كما سخر منه في العديد من البرامج التلفزيونية.

## معلومات أساسية
ويستند  كتاب السر لفيلم سابق بنفس الاسم، أُصْدِرَ على شكل أقراص فيديو رقمية في آذار/مارس 2006. وخلاصة الفيلم والكتاب هو أن الكون محكوم بقانون يسمى قانون الجذب الذي يقال أنه يعمل عن طريق جذب خبرات وحالات وأحداث وأفراد في حياة شخص ما  متطابقين مع «تواتر» أفكار ذلك الشخص ومشاعره. لذلك، يدعي أن التفكير الإيجابي والشعور بالإيجابية يخلقان نتائج مغيرة للحياة مثل زيادة في الثروة والصحة والسعادة.
بعد ظهوره في اثنين من حلقات برنامج أوبرا وينفري، وصل الكتاب إلى قمة قائمة أكثر الكتب مبيعاً التي تنشرها صحيفة نيويورك تايمز، حيث بقي في القمة لمدة 146 أسبوع متتالي. ترجم الكتاب لـ 44 لغة،، وبيع منه ما يزيد عن 21 مليون نسخة مطبوعة.
وتعد المذيعة الأمريكية أوبرا وينفري من أكثر الداعمين لهذا الكتاب، حيث في لقائها ببرامج «ذا لاري كينج شو» أعربت عن أن رسالة السر هي الرسالة التي تحاول نشرها للعالم على مدى 21 عامًا عبر برنامجها التلفازي. وقد استضافت أوبرا روندا بايرن لاحقًا في برنامجها مع العديد من الضيوف الداعمين لفكرة الكتاب.

## قانون الجذب
يصف االسر قانون الجذب كقانون طبيعي يحدد النظام الكامل للكون وحياتنا الشخصية من خلال عملية «تجاب المشابه». هذا يعني، كلما فكرنا وشعرنا، يتم إرسال «تردد» خارج في الكون الذي يجذب إلينا الأحداث والظروف على ذلك نفس ذلك التردد. على سبيل المثال، عندما افكر بأفكار غاضبة وأشعر بالغضب، ستجتذب الأحداث والظروف التي تسبب لك مزيدا من الغضب. على العكس من ذلك، إذا فكرت وشعرت بإيجابية، سوف تجتذب الأحداث والظروف الإيجابية.
ويذكر السر أن النتائج المرغوب فيها مثل الصحة والثروة والسعادة يمكن أن تجتذب بمجرد تغيير الأفكار والمشاعر. على سبيل المثال، إذا أراد شخص سيارة جديدة، عن طريق التفكير في السيارة الجديدة، مع مشاعر الايجابية والامتنان حول السيارة كما لو أنها قد تحققت بالفعل وفتح حياة المرء بطرق ملموسة للحصول على السيارة الجديدة (على سبيل المثال، اختبار قيادة للسيارة الجديدة، أو التأكد من أن لا أحد يركن في المكان المخصص للسيارة الجديدة حين وصولها) وقانون الجذب سيعيد ترتيب الأحداث لجعل ظهور السيارة ممكناً في حياة هذا الشخص.

## وصلات خارجية
- الموقع الرسمي
- آراء القراء حول كتاب السر على موقع أبجد
- ملخص كتاب السر